# Soulierana
Soulierana (лат.) — род цикадовых из семейства церкопиды (Cercopidae). Известно 5 видов. Эндемик Мадагаскара.

## Этимология
Название рода дано в честь энтомолога-гемиптериста Аделин Сулье-Перкинс (Adeline Soulier-Perkins) с постфиксом «ana», отсылающим к Amberana и Bourgoinrana.

## Описание
Мелкие цикадовые насекомые (5—10 мм). Постклипеус сильно сжат латерально с наличием глубокой и узкой борозды на срединной части; медиальный край постклипеуса состоит из двух очень толстых килей. Очень выраженные тегминные жилки, образующие многочисленные ямки и бугорки на общей поверхности тегмины. Развита сильно выраженная лопасть на дорсо-заднем крае пигофера под анальной трубкой. Этот очень характерный признак наблюдается только у Soulieriana и отделяет его от всех других родов семейства Cercopidae. Голова шире, чем её длина. Оцеллии ближе друг к другу, чем к сложным глазам, и разделены сильным килем, простирающимся по лобку до переднего края головы. Постклипеус сжатый латерально; при фронтальном виде наличие глубокой и узкой срединной борозды, окаймлённой краями и образующей две чётко выраженные выпуклости, полосатые латерально. Рострум достигает мезококсы.

## Классификация
Известно 5 видов. Род был впервые выделен в 2024 году.
- Soulierana bigidea Bucher & Bouteille, 2024
- Soulierana claudinae Bucher & Bouteille, 2024
- Soulierana kelymena Le Cesne, 2024
- Soulierana laeviuscula (Stål, 1866)
- Soulierana rugosa (Fallou, 1890)